# ويست إند-كوب تاون
ويست إند-كوب تاون (بالإنجليزية: West End-Cobb Town)‏ هي مدينة أمريكية تقع في ولاية ألاباما.تبلغ مساحة هذه المدينة 10.7 (كم²)،ويبلغ عدد سكانها 3465 نسمة حسب إحصاء سنة 2010 م.

## التركيبة السكانية
حدّد مكتب تعداد الولايات المتحدة بيانات التركيبة السكانية لويست إند-كوب تاون في تعداد الولايات المتحدة. في ما يلي، التركيبة السكانية حسب تعدادي 2000 و2010.

### تعداد عام 2000
بلغ عدد سكان ويست إند-كوب تاون 3,924 نسمة بحسب تعداد عام 2000، وبلغ عدد الأسر 1,646 أسرة وعدد العائلات 1,121 عائلة مقيمة في البلدة. في حين سجلت الكثافة السكانية 365 نسمة لكل كيلومتر مربع (945.3/ميل2). وبلغ عدد الوحدات السكنية 1,861 وحدة بمتوسط كثافة قدره 173.1 لكل كيلومتر مربع (448.3/ميل2).
وتوزع التركيب العرقي للبلدة بنسبة 77.70% من البيض و20.01% من الأمريكيين الأفارقة و0.61% من الأمريكيين الأصليين و0.05% من الأمريكيين ذوي الأصول الآسيوية و0.03% من سكان جزر المحيط الهادئ و0.31% من الأعراق الأخرى و1.30% من عرقين مختلطين أو أكثر و0.89% من الهسبانيون أو اللاتينيون من أي عرق.
بلغ عدد الأسر 1,646 أسرة كانت نسبة 31% منها لديها أطفال تحت سن الثامنة عشر تعيش معهم، وبلغت نسبة الأزواج القاطنين مع بعضهم البعض 45.8% من أصل المجموع الكلي للأسر، ونسبة 17% من الأسر كان لديها معيلات من الإناث دون وجود شريك، بينما كانت نسبة 5.3% من الأسر لديها معيلون من الذكور دون وجود شريكة وكانت نسبة 31.9% من غير العائلات. تألفت نسبة 29.2% من أصل جميع الأسر من عدة أفراد يعيشون في نفس المنزل ونسبة 12.8% كانت تتألف من شخص يعيش بمفرده يبلغ من العمر 65 عاماً أو أكثر. وبلغ متوسط حجم الأسرة المعيشية 2.38، أما متوسط حجم العائلات فبلغ 2.91.
بلغ العمر الوسطي للسكان 40.5 عاماً. وكانت نسبة 22.8% من القاطنين تحت سن الثامنة عشر، وكانت نسبة 7.5% بين الثامنة عشر والرابعة والعشرين عاماً، ونسبة 26.8% كانت واقعةً في الفئة العمرية ما بين الخامسة والعشرين والرابعة والأربعين عاماً، ونسبة 25.5% كانت ما بين الخامسة والأربعين والرابعة والستين، ونسبة 17.5% كانت ضمن فئة الخامسة والستين عاماً فما فوق. يوجد لكل 100 أنثى 90.0 ذكر، ويوجد لكل 100 أنثى في الثامنة عشر من عمرها فما فوق 85.2 ذكر.
بلغ متوسط دخل الأسرة في البلدة 22,418 دولارًا، أما متوسط دخل العائلة فبلغ 28,544 دولارًا. وكان متوسط دخل الذكور 25,955 دولارًا مقابل 18,608 دولارًا للإناث. وسجل دخل الفرد الخاص بالبلدة 13,067 دولارًا. وكانت نسبة 15.3% من العائلات ونسبة 18.2% من السكان تحت خط الفقر، وكان من هؤلاء نسبة 22.8% تحت سن الثامنة عشر ونسبة 18.8% في الخامسة والستين من العمر وما فوق.

### تعداد عام 2010
بلغ عدد سكان ويست إند-كوب تاون 3,465 نسمة بحسب تعداد عام 2010، وبلغ عدد الأسر 1,381 أسرة وعدد العائلات 938 عائلة مقيمة في البلدة. في حين سجلت الكثافة السكانية 322.3 نسمة لكل كيلومتر مربع (834.8/ميل2). وبلغ عدد الوحدات السكنية 1,631 وحدة بمتوسط كثافة قدره 151.7 لكل كيلومتر مربع (392.9/ميل2).
وتوزع التركيب العرقي للبلدة بنسبة 76.08% من البيض و20.89% من الأمريكيين الأفارقة و0.49% من الأمريكيين الأصليين و0.23% من الأمريكيين ذوي الأصول الآسيوية و0.03% من سكان جزر المحيط الهادئ و0.40% من الأعراق الأخرى و1.88% من عرقين مختلطين أو أكثر و1.59% من الهسبانيون أو اللاتينيون من أي عرق.
بلغ عدد الأسر 1,381 أسرة كانت نسبة 32.2% منها لديها أطفال تحت سن الثامنة عشر تعيش معهم، وبلغت نسبة الأزواج القاطنين مع بعضهم البعض 41.6% من أصل المجموع الكلي للأسر، ونسبة 19.2% من الأسر كان لديها معيلات من الإناث دون وجود شريك، بينما كانت نسبة 7.2% من الأسر لديها معيلون من الذكور دون وجود شريكة وكانت نسبة 32.1% من غير العائلات. تألفت نسبة 28.2% من أصل جميع الأسر من عدة أفراد يعيشون في نفس المنزل ونسبة 11.1% كانت تتألف من شخص يعيش بمفرده يبلغ من العمر 65 عاماً أو أكثر. وبلغ متوسط حجم الأسرة المعيشية 2.51، أما متوسط حجم العائلات فبلغ 3.05.
بلغ العمر الوسطي للسكان 40.4 عاماً. وكانت نسبة 23.3% من القاطنين تحت سن الثامنة عشر، وكانت نسبة 8.3% بين الثامنة عشر والرابعة والعشرين عاماً، ونسبة 24.4% كانت واقعةً في الفئة العمرية ما بين الخامسة والعشرين والرابعة والأربعين عاماً، ونسبة 27.8% كانت ما بين الخامسة والأربعين والرابعة والستين، ونسبة 16.2% كانت ضمن فئة الخامسة والستين عاماً فما فوق. وتوزع التركيب الجنسي للسكان بنسبة 48.5% ذكور و51.5% إناث.